# Tomoyuki Hirase
Tomoyuki Hirase (平瀬 智行 Hirase Tomoyuki?,  nacido el 23 de mayo de 1977 en Kagoshima) es un exfutbolista japonés que se desempeñaba como delantero.
Hirasefue elegido para integrar la selección nacional de Japón para los Juegos Olímpicos de Verano de 2000. En 2000, Hirase jugó 2 veces para la selección de fútbol de Japón.

## Trayectoria

### Clubes
| Club                | País   | Año         |
| ------------------- | ------ | ----------- |
| Kashima Antlers     | Japón  | 1996 - 2004 |
| CFZ                 | Brasil | 1998        |
| Yokohama F. Marinos | Japón  | 2002        |
| Vissel Kobe         | Japón  | 2004 - 2007 |
| Vegalta Sendai      | Japón  | 2008 - 2010 |

### Selección nacional
| Selección | País  | Año  |
| --------- | ----- | ---- |
| Absoluta  | Japón | 2000 |

## Estadística de equipo nacional
| Selección de Japón | Selección de Japón | Selección de Japón |
| Año                | Part.              | Goles              |
| ------------------ | ------------------ | ------------------ |
| 2000               | 2                  | 0                  |
| Total              | 2                  | 0                  |

## Palmarés

### Títulos nacionales
| Título             | Club            | País  | Año  |
| ------------------ | --------------- | ----- | ---- |
| J1 League          | Kashima Antlers | Japón | 1996 |
| Copa del Emperador | Kashima Antlers | Japón | 1997 |
| Copa J. League     | Kashima Antlers | Japón | 1997 |
| J1 League          | Kashima Antlers | Japón | 2000 |
| Copa del Emperador | Kashima Antlers | Japón | 2000 |
| Copa J. League     | Kashima Antlers | Japón | 2000 |
| J1 League          | Kashima Antlers | Japón | 2001 |